# 2000年のスポーツ
- 年度別スポーツ記事一覧

2000年のスポーツでは、2000年（平成12年）のスポーツ関連の出来事についてまとめる。

## できごと
- 1月25日 - 大阪市長の磯村が東京のJOCを訪ね、IOCへの立候補届を申請
- 3月16日 - 三代目若乃花引退
- 3月26日 - 大相撲三月場所で、貴闘力、最年長幕じり初優勝
- 3月29日 - 武双山、大関昇進
- 5月20日 - 「ローレウス・スポーツ賞」の第1回授賞式をモンテカルロにて開催。初代受賞者は男子最優秀選手：ウッズ（ゴルフ）、最優秀チーム賞：マンチェスター・ユナイテッド（サッカー）他を選出
- 5月21日 - 大相撲五月場所で、魁皇初優勝
- 7月5日 - ユニチカが女子バレーボール部（ユニチカ・フェニックス）を廃部
- 7月23日 - 魁皇、大関昇進
- 7月23日 - ジ・オープンで、タイガー・ウッズが初優勝。史上最年少の24歳で4大大会完全制覇を達成
- 8月1日 - シドニーオリンピックの代表に漏れたことで、競泳の千葉すずが、日本水泳連盟に対し、CASに裁定を求めた問題で、CASの聴聞会が行われ、仲裁人は訴えを棄却
- 8月4日 - スウェーデンやハンガリーとの招致合戦に競り勝ち、アジアで初となる世界オリエンテーリング選手権の日本開催（2005年、愛知万博と同時開催）が決定する。
- 9月15日 - シドニーオリンピック開幕
- 9月24日 - 高橋尚子、女子マラソンで陸上競技日本女子初のオリンピック金メダル
- 11月27日 - 日立製作所が女子バレーボール部（日立ベルフィーユ）を廃部

## 総合競技大会
- 第27回シドニーオリンピック（9月15日～10月1日） - 日本の獲得メダル:金5、銀8、銅5

| 順                           | 国・地域       | 金 | 銀 | 銅 | 計 |
| ---------------------------- | -------------- | -- | -- | -- | -- |
| 1                            | アメリカ       | 40 | 24 | 33 | 97 |
| 2                            | ロシア         | 32 | 28 | 28 | 88 |
| 3                            | 中国           | 28 | 16 | 15 | 59 |
| 4                            | オーストラリア | 16 | 25 | 17 | 58 |
| 5                            | ドイツ         | 13 | 17 | 26 | 56 |
| 6                            | フランス       | 13 | 14 | 11 | 38 |
| 7                            | イタリア       | 13 | 8  | 13 | 34 |
| 8                            | オランダ       | 12 | 9  | 4  | 25 |
| 9                            | キューバ       | 11 | 11 | 7  | 29 |
| 10                           | イギリス       | 11 | 10 | 7  | 28 |
| 詳細はメダル受賞数一覧を参照 |                |    |    |    |    |

- 第11回シドニーパラリンピック（10月14日～24日） - 日本の獲得メダル:金13、銀17、銅11
- 平成12年度全国高等学校総合体育大会（岐阜県、8月1日～24日）
- 第55回2000年とやま国体（冬季スケート・アイスホッケー - 青森県・1月29日～2月2日、冬季スキー・バイアスロン - 富山県・2月19日～22日、夏季 - 富山県・9月9日～12日、秋季 - 富山県・10月14日～19日）
天皇杯順位：優勝 富山県、第2位 東京都、第3位 大阪府
皇后杯順位：優勝 富山県、第2位 東京都、第3位 大阪府
- 第9回全国知的障害者スポーツ大会（10月21日～22日、岐阜県）
- 第36回全国身体障害者スポーツ大会（10月28日～29日、富山県）

## アイスホッケー
- アイスホッケー世界選手権（4月29日～5月14日、 ロシア・サンクトペテルブルク）
決勝:  チェコ 5-3  スロバキア
- 女子アイスホッケー世界選手権（4月3日～9日、 カナダ・ミシサガ）
決勝:  カナダ 3-2  アメリカ合衆国
- NHLオールスターゲーム（2月6日、トロント・エア・カナダ・センター）
世界選抜 9-4 北米選抜
- スタンレーカップ決勝（1999-2000シーズン）
ニュージャージー・デビルス （4勝2敗） ダラス・スターズ
- 全日本アイスホッケー選手権大会（東京・東伏見アイスアリーナ、国立代々木競技場）
優勝: 王子製紙
- 第34回日本アイスホッケーリーグプレーオフ決勝
西武鉄道 （3勝1敗） コクド

## アメリカンフットボール

### NFL
- AFCチャンピオンシップゲーム（1月23日、ジャクソンビル・オールテルスタジアム）
テネシー・タイタンズ 33 - 14 ジャクソンビル・ジャガーズ
- NFCチャンピオンシップゲーム（1月23日、セントルイス、トランス・ワールド・ドーム）
セントルイス・ラムズ 11 - 6 タンパベイ・バッカニアーズ
- 第34回スーパーボウル（1月30日、アトランタ）
セントルイス・ラムズ (NFC、初優勝) 23 - 16 テネシー・タイタンズ (AFC)
- プロボウル（2月6日、ハワイ・アロハ・スタジアム）
NFC 51 - 31 AFC

### 日本の大会
- 第53回ライスボウル（1月3日、東京ドーム）
アサヒビールシルバースター（社会人代表）33 - 17 関西学院大学ファイターズ（学生代表）
- 第14回東京スーパーボウル（12月18日、東京ドーム）
アサヒ飲料 20 - 18 松下電工
- 第55回甲子園ボウル（12月17日、阪神甲子園球場）
法政大学トマホークス 28 -21 関西学院大学ファイターズ

## 競馬
テイエムオペラオーが史上初の古馬中長距離GI（天皇賞・春、宝塚記念、天皇賞・秋、ジャパンカップ、有馬記念）完全制覇を達成。

### 日本のGI競走
中央競馬
- フェブラリーステークス（東京競馬場・2月20日）優勝 : ウイングアロー、騎手 : オリビエ・ペリエ
- 高松宮記念（中京競馬場・3月26日）優勝 : キングヘイロー、騎手 : 柴田善臣
- 桜花賞（阪神競馬場・4月9日）優勝 : チアズグレイス、騎手 : 松永幹夫
- 中山グランドジャンプ（中山競馬場・4月15日）優勝 : ゴーカイ、騎手 : 横山義行
- 皐月賞（中山競馬場・4月16日）優勝 : エアシャカール、騎手 : 武豊
- 天皇賞（春）（京都競馬場・4月30日） 優勝 :テイエムオペラオー、騎手 :　和田竜二
- NHKマイルカップ（東京競馬場・5月7日） 優勝 :イーグルカフェ、騎手 :　岡部幸雄
- 優駿牝馬（オークス）（東京競馬場・5月21日) 優勝 :シルクプリマドンナ、騎手 :藤田伸二
- 東京優駿（日本ダービー）（東京競馬場・5月28日) 優勝 : アグネスフライト、騎手 : 河内洋
- 安田記念（東京競馬場・6月4日) 優勝 : フェアリーキングプローン 騎手 :　ロバート・フラッド
- 宝塚記念（京都競馬場・6月25日) 優勝 :テイエムオペラオー、 騎手 ：　和田竜二
- スプリンターズステークス（中山競馬場・10月1日）優勝 : ダイタクヤマト、騎手 : 江田照男
- 秋華賞（京都競馬場・10月15日) 優勝 :　ティコティコタック、騎手 :　武幸四郎
- 菊花賞（京都競馬場・10月22日） 優勝 :　エアシャカール、騎手 :　武豊
- 天皇賞（秋）（東京競馬場・10月29日） 優勝 :　テイエムオペラオー、騎手 :　和田竜二
- エリザベス女王杯（京都競馬場・11月12日） 優勝 :ファレノプシス、騎手 :　松永幹夫
- マイルチャンピオンシップ（京都競馬場・11月19日） 優勝 :　アグネスデジタル、騎手 :　的場均
- ジャパンカップダート（東京競馬場・11月25日）優勝：ウイングアロー、騎手 :　岡部幸雄
- ジャパンカップ（東京競馬場・11月26日）優勝： テイエムオペラオー、騎手：和田竜二
- 阪神3歳牝馬ステークス（阪神競馬場・12月3日）優勝：テイエムオーシャン、騎手：　本田優
- 朝日杯3歳ステークス（中山競馬場・12月10日）優勝：メジロベイリー、騎手：横山典弘
- 中山大障害（中山競馬場・12月23日）優勝：ランドパワー、騎手：　金折知則
- 有馬記念（中山競馬場・12月24日）優勝：テイエムオペラオー、騎手：　和田竜二

地方競馬
- 川崎記念（川崎競馬場・2月9日）優勝 : インテリパワー、騎手 : 張田京
- 帝王賞（大井競馬場・6月22日) 優勝 : ファストフレンド、騎手 : 蛯名正義
- ジャパンダートダービー（大井競馬場・7月12日) 優勝 : マイネルコンバット、騎手 : 大西直宏
- マイルチャンピオンシップ南部杯（盛岡競馬場・10月9日）優勝 : ゴールドティアラ、騎手 : 後藤浩輝
- ダービーグランプリ（盛岡競馬場・11月3日) 優勝 : レギュラーメンバー、騎手 : 松永幹夫
- 東京大賞典（大井競馬場・12月29日）優勝：　ファストフレンド、騎手　蛯名正義

### JRA賞
- 年度代表馬・最優秀5歳以上牡馬　テイエムオペラオー
- 最優秀3歳牡馬　メジロベイリー
- 最優秀3歳牝馬　テイエムオーシャン
- 最優秀4歳牡馬　エアシャカール
- 最優秀4歳牝馬　チアズグレイス
- 最優秀5歳以上牝馬　ファレノプシス
- 最優秀短距離馬・最優秀父内国産馬　ダイタクヤマト
- 最優秀ダートホース　ウイングアロー
- 最優秀障害馬　ゴーカイ

## ゴルフ
男子プロ
- マスターズ：ビジェイ・シン（フィジー）
- 全米オープン（ペブルビーチ）：タイガー・ウッズ（アメリカ）
- 全英オープン（セント・アンドリュース）：タイガー・ウッズ（アメリカ）
- 全米プロゴルフ：タイガー・ウッズ（アメリカ）

ウッズが全米オープンからメジャー大会3連覇を達成した。
- PGAツアー賞金王：タイガー・ウッズ – $9,188,321
- シニアPGAツアー賞金王：ラリー・ネルソン – $2,708,005

女子プロ
- クラフト・ナビスコ選手権：カリー・ウェブ（オーストラリア）
- 全米女子プロゴルフ：ジュリ・インクスター（アメリカ）
- 全米女子オープン：カリー・ウェブ（オーストラリア）
- デュモーリエ・クラシック：メグ・マローン（アメリカ）

女子のメジャー大会最終戦はこの年まで「デュモーリエ・クラシック」だった。2001年から全英女子オープンに変更される。
- ソルハイムカップ、欧州が 14 ½ – 11 ½でアメリカを下す。

### 日本
- 賞金王（男子）：片山晋呉
- 賞金女王：不動裕理

## サッカー
- 天皇杯全日本サッカー選手権大会決勝
名古屋グランパスエイト 2-0 サンフレッチェ広島
- ゼロックス・スーパーカップ
ジュビロ磐田 1-1 (PK 3-2) 名古屋グランパスエイト
- Jリーグ
  - ディビジョン1
    - ステージ1優勝:横浜F・マリノス
    - ステージ2優勝:鹿島アントラーズ
    - 年間優勝:鹿島アントラーズ

  - ディビジョン2優勝:コンサドーレ札幌
  - ナビスコカップ優勝 - 鹿島アントラーズ

## テニス

### グランドスラム
- 全豪オープン　男子単優勝：アンドレ・アガシ（アメリカ）、女子単優勝：リンゼイ・ダベンポート（アメリカ）
- 全仏オープン　男子単優勝：グスタボ・クエルテン（ブラジル）、女子単優勝：マリー・ピエルス（フランス）
- ウィンブルドン　男子単優勝：ピート・サンプラス（アメリカ）、女子単優勝：ビーナス・ウィリアムズ（アメリカ）
- 全米オープン　男子単優勝：マラト・サフィン（ロシア）、女子単優勝：ビーナス・ウィリアムズ（アメリカ）

### シドニーオリンピック
- 男子シングルス　金：エフゲニー・カフェルニコフ（ロシア）、銀：トミー・ハース（ドイツ）、銅：アルノー・ディパスカル（フランス）
- 女子シングルス　金：ビーナス・ウィリアムズ（アメリカ）、銀：エレーナ・デメンチェワ（ロシア）、銅：モニカ・セレシュ（アメリカ）
- 男子ダブルス　金：ダニエル・ネスター＆セバスチャン・ラルー（カナダ）、銀：マーク・ウッドフォード＆トッド・ウッドブリッジ（オーストラリア）、銅：アレックス・コレチャ＆アルベルト・コスタ（スペイン）
- 女子ダブルス　金：ビーナス・ウィリアムズ＆セリーナ・ウィリアムズ（アメリカ）、銀：ミリアム・オレマンス＆クリスティ・ボーグルト（オランダ）、銅：ドミニク・ファン・ルースト＆エルス・カレンズ（ベルギー）

## プロレス
- プロレス大賞MVP：桜庭和志（髙田道場）初受賞
- G1クライマックス（新日本プロレス）優勝：佐々木健介（2回目）
- 世界最強タッグ決定リーグ戦（全日本プロレス） 優勝：スティーブ・ウイリアムス&マイク・ロトンド組（初優勝）

## 陸上競技
- IAAFグランプリ大阪大会（5月13日、長居陸上競技場）
- 第84回日本陸上競技選手権大会（10月6日～8日、宮城スタジアム）
- スーパー陸上（9月9日、神奈川県、横浜国際総合競技場）

### マラソン

#### 男子
- 別府大分毎日マラソン（2月6日、大分市営陸上競技場発着）
優勝: 榎木和貴（旭化成） 2時間10分44秒
- 東京国際マラソン（2月13日、国立霞ヶ丘競技場陸上競技場発着）
優勝: ジャフェット・コスゲイ（ ルーマニア） 2時間07分15秒
- びわ湖毎日マラソン（3月5日、滋賀県・皇子山陸上競技場発着）
優勝: マルティン・フィス（ スペイン） 2時間08分14秒
- 福岡国際マラソン（12月3日、平和台陸上競技場発着）
優勝: 藤田敦史（富士通） 2時間06分51秒

#### 女子
- 大阪国際女子マラソン（1月30日、大阪市長居陸上競技場発着）
優勝: リディア・シモン（ ルーマニア） 2時間22分54秒
- 名古屋国際女子マラソン（3月12日、名古屋市瑞穂公園陸上競技場発着）
優勝: 高橋尚子（積水化学）
- 東京国際女子マラソン（11月19日、国立霞ヶ丘陸上競技場発着）
優勝: ジョイス・チェプチュンバ（ ケニア） 2時間24分02秒

#### 男女同日開催
- 長野オリンピック記念長野マラソン（4月9日、長野県・オリンピックメモリアル聖火台前発、長野オリンピックスタジアム着）
男子優勝: エリック・ワイナイナ（コニカ） 2時間10分17秒
女子優勝: エルフィネッシュ・アレム（ エチオピア） 2時間24分55秒
- ロンドンマラソン（4月16日）
男子優勝: アントニオ・ピント（ ポルトガル） 2時間06分36秒
女子優勝: テグラ・ロルーペ（ ケニア） 2時間24分33秒
- ボストンマラソン（4月17日）
男子優勝: エリジャ・ラガト（ ケニア） 2時間09分47秒
女子優勝: キャサリン・ヌデレバ（ ケニア） 2時間26分11秒
- 北海道マラソン（8月27日、北海道・真駒内屋外競技場発、中島公園着）
男子優勝: ディオニシオ・セロン（ メキシコ） 2時間17分14秒
女子優勝: 市河麻由美（三井海上） 2時間32分30秒
- ベルリンマラソン（9月10日）
男子優勝: サイモン・パウォット（ ケニア） 2時間07分42秒
女子優勝: 松尾和美（ 日本） 2時間26分15秒
- シドニーオリンピック陸上競技
  - 男子マラソン（10月1日）
優勝: ゲザハン・アベラ（ エチオピア） 2時間10分11秒
  - 女子マラソン（9月24日）
優勝: 高橋尚子（ 日本） 2時間23分14秒
- シカゴマラソン（10月22日）
男子優勝: ハリド・ハヌーシ（ アメリカ合衆国） 2時間07分01秒
女子優勝: キャサリン・ヌデレバ（ ケニア） 2時間21分33秒
- ニューヨークシティマラソン（11月5日）
男子優勝: アブデルカダ・エルムアジス（ モロッコ） 2時間10分09秒
女子優勝: ルトミラ・ペトロワ（ ロシア）2時間25分45秒

### 駅伝

#### 男子
- 第44回全日本実業団駅伝
  - 優勝：富士通 4時間12分07秒
- 第76回東京箱根間往復大学駅伝競走
  - 総合優勝：駒澤大学 11時間03分17秒
  - 往路優勝：駒澤大学 5時間33分40秒
  - 復路優勝：駒澤大学 5時間29分37秒
- 第5回全国都道府県対抗男子駅伝競走大会
  - 優勝：鹿児島県 2時間19分52秒
- 第12回出雲全日本大学選抜駅伝競走
  - 優勝：順天堂大学 2時間05分26秒
- 第32回全日本大学駅伝対校選手権大会
  - 優勝：順天堂大学 5時間20分16秒

#### 女子
- 第18回全国都道府県対抗女子駅伝競走大会
  - 優勝：長崎県 2時間17分19秒
- 第18回横浜国際女子駅伝
  - 優勝：ケニア 2時間15分14秒
- 第18回全日本大学女子駅伝対校選手権大会
  - 優勝：城西大学 2時間10分07秒
- 第20回全日本実業団対抗女子駅伝大会
  - 優勝：三井住友 2時間16分13秒

#### 男女同日開催
- 第12回国際千葉駅伝
  - 男子優勝：日本 1時間59分47秒
  - 女子優勝：日本 2時間15分30秒

- 男子第51回、女子第12回全国高等学校駅伝競走大会
  - 男子優勝：大牟田（福岡） 2時間04分48秒
  - 女子優勝：立命館宇治（京都） 1時間08分05秒

## スポーツの賞
- ローレウス・スポーツ賞

スポーツマン賞：タイガー・ウッズ（アメリカ、ゴルフ）
スポーツウーマン賞：マリオン・ジョーンズ（アメリカ、陸上競技）
新人賞：セルヒオ・ガルシア（スペイン、ゴルフ）
ワールドチーム賞：マンチェスター・ユナイテッド（サッカー、イングランド）
カムバック賞：ランス・アームストロング（アメリカ、ツール・ド・フランス）※ドーピング発覚により後日取消
この年に新設された賞の初代受賞者たちである。

## 誕生

### 1月
- 1月1日 - エカテリーナ・アレクサンドロフスカヤ (ロシア、フィギュアスケート)（+ 2020年）
- 1月5日 - 吉本ここね (北海道、ゴルフ)
- 1月10日 - 山本草太 (大阪府、フィギュアスケート)
- 1月10日 - 堀迫雅 (岐阜県、バレーボール)
- 1月19日 - チェ・ダビン (韓国、フィギュアスケート)
- 1月26日 - アンジェリーク・アバチキナ (フランス、フィギュアスケート)

### 2月
- 2月10日 - 菅沼菜々 (東京都、ゴルフ)
- 2月10日 - 渡邉史佳 (北海道、総合格闘技)
- 2月25日 - 後藤夢（兵庫県、陸上競技)
- 2月28日 - モイーズ・キーン (イタリア、サッカー)

### 3月
- 3月23日 - イ・ミンジェ (韓国、アイスホッケー)
- 3月25日 - ジェイドン・サンチョ (イギリス (イングランド)、サッカー)
- 3月25日 - カムデン・プルキネン (アメリカ、フィギュアスケート)
- 3月28日 - カン・ミンワン (韓国、アイスホッケー)

### 4月
- 4月9日 - 坂本花織（兵庫県、フィギュアスケート）
- 4月11日 - アレクセイ・クラスノジョン (ロシア、フィギュアスケート)
- 4月14日 - 平野美宇（山梨県、卓球）
- 4月17日 - 吉田優利 (千葉県、ゴルフ)
- 4月19日 - 小林成美（長野県、陸上競技)
- 4月20日 - 務台慎太郎（長野県、アイスホッケー）
- 4月20日 - 権平優斗 (北海道、アイスホッケー)
- 4月22日 - 吉村玲美（神奈川県、陸上競技)
- 4月23日 - クロエ・キム (アメリカ、スノーボード)
- 4月26日 - 荒井優奈（兵庫県、陸上競技)
- 4月27日 - 石田陸（北海道、アイスホッケー）
- 4月26日 - 大西ひかり（兵庫県、陸上競技)

### 5月
- 5月7日 - キム・ギワン (韓国、アイスホッケー)
- 5月11日 - 角田裕毅 (神奈川県、レーシングドライバー)
- 5月12日 - 塩見真希（愛媛県、卓球）
- 5月15日 - ダヤナ・ヤストレムスカ (ウクライナ、テニス)
- 5月18日 - ライアン・セセニョン (イギリス (イングランド)、サッカー)
- 5月20日 - 野田紗月（福岡県、アーチェリー）
- 5月27日 - 古江彩佳（兵庫県、ゴルフ）

### 6月
- 6月13日 - ペニー・オレクシアク (カナダ、競泳)
- 6月16日 - ビアンカ・アンドレースク (カナダ、テニス)
- 6月24日 - 宮﨑若菜 (東京都、キックボクシング)

### 7月
- 7月4日 - 池江璃花子（東京都、競泳）
- 7月6日 - イェスペリ・コトカニエミ (フィンランド、アイスホッケー)
- 7月7日 - 早田ひな（福岡県、卓球）
- 7月7日 - 撫子（北海道、キックボクシング）
- 7月9日 - 素根輝 (福岡県、柔道)
- 7月12日 - ヴィニシウス・ジョゼ・パイション・デ・オリヴェイラ・ジュニオール (ブラジル、サッカー)
- 7月14日 - 阿部詩（兵庫県、柔道）
- 7月15日 - パウロ・エンヒキ・サンパイオ・フィーリョ (ブラジル、サッカー)
- 7月21日 - アーリング・ブラウト・ハーランド (ノルウェー、サッカー)
- 7月21日 - ハ・ジュンホ (韓国、アイスホッケー)
- 7月29日 - マーカス・アームストロング (ニュージーランド、レーシングドライバー)

### 8月
- 8月4日 - 西村優菜 (大阪府、ゴルフ)
- 8月15日 - 今井月（岐阜県、競泳）
- 8月16日 - 菅田路莞（北海道、アイスホッケー）

### 9月
- 9月2日 - 阿部泰河 (北海道、アイスホッケー)
- 9月29日 - 後藤未有 (福岡県、ゴルフ)

### 10月
- 10月10日 - 萩谷楓（長野県、陸上競技)
- 10月21日 - 伊藤美誠（静岡県、卓球）
- 10月25日 - ヴィンセント・ジョウ (アメリカ、フィギュアスケート)
- 10月31日 - アドリアーナ・ディアス (プエルトリコ、卓球)

### 11月
- 11月2日 - アルフォンソ・デイヴィス (ガーナ、サッカー)
- 11月2日 - 小林愛理奈（兵庫県、キックボクサー）
- 11月4日 - 孫穎莎 (中国、卓球)
- 11月7日 - カラム・ハドソン＝オドイ (イギリス (イングランド)、サッカー)
- 11月8日 - アナスタシヤ・スコプツォワ (ロシア、フィギュアスケート)
- 11月24日 - 廣中璃梨佳（長崎県、陸上競技)

### 12月
- 12月1日 - 安藤永吉 (北海道、アイスホッケー)
- 12月24日 - 安田祐香 (兵庫県、ゴルフ)
- 12月25日 - 山中柚乃（大阪府、陸上競技)

## 死去
- 1月26日 - ドン・バッジ（アメリカ、テニス、*1915年）
- 2月23日 - スタンリー・マシューズ（イングランド、サッカー、*1915年）
- 3月7日 - 鶴岡一人（広島県、野球、*1916年）
- 3月12日 - マック・ロビンソン（アメリカ、陸上競技・短距離、*1914年）
- 3月14日 - アルフレート・シュバルツマン（ドイツ、体操、*1912年）
- 4月7日 - 南将之（福岡県、バレーボール、*1941年）
- 4月19日 - 福田雅一（栃木県、プロレス、*1972年）
- 5月5日 - ジーノ・バルタリ（イタリア、自転車レーサー、*1914年）
- 5月13日 - ジャンボ鶴田（山梨県、プロレス、*1951年）
- 6月16日 - 長持栄吉（静岡県、野球、*1918年）
- 6月19日 - 飯田徳治（神奈川県、野球、*1924年）
- 8月3日 - マッスル北村（東京都、ボディビルダー、*1960年）
- 8月12日 - 秋山登（岡山県、野球、*1934年）
- 8月20日 - ヘンリー・オースチン（イギリス、テニス、*1906年）
- 8月24日 - アンディ・フグ（スイス、格闘家、*1964年）
- 8月31日 - ジョーン・ハーティガン（オーストラリア、テニス、*1912年）
- 10月13日 - 藤井将雄（佐賀県、野球、*1968年）
- 11月5日 - 髙野光（東京都、野球、*1961年）
- 11月22日 - エミール・ザトペック（チェコ、陸上競技・長距離、*1922年）
- 12月11日 - 白石勝巳（広島県、野球、*1918年）